# Afroarctia mamfei
Afroarctia mamfei är en fjärilsart som beskrevs av De Toulgoët 1978. Afroarctia mamfei ingår i släktet Afroarctia och familjen björnspinnare. Inga underarter finns listade i Catalogue of Life.